# 소피아 헬린
소피아 헬린(Sofia Helin, 1972년 4월 25일 ~ )은 스웨덴의 배우이다.

## 출연 작품
- 스노우맨 - 소년의 엄마 역
- 맨 디바이디드